# Notre histoire
Pour l’article homonyme, voir Notre histoire (homonymie).
Pour plus de détails, voir Fiche technique et Distribution.
Notre histoire est un film français réalisé par Bertrand Blier, sorti en 1984.

## Synopsis
Abordé dans un compartiment de première classe d'un train par une jeune femme qui s'offre à lui, un garagiste s'installe dans la vie de celle-ci contre son gré.

## Fiche technique
- Titre : Notre histoire
- Titre anglais ou international : Our Story
- Réalisation et scénario : Bertrand Blier
- Musique : Laurent Rossi
- Décors : Bernard Evein
- Costumes : Michèle Cerf, Andrée Demarez, Irénée Martin et Marie-Françoise Perochon
- Photographie : Jean Penzer
- Son : Bernard Bats et Dominique Hennequin
- Montage : Claudine Merlin
- Production : Alain Sarde et Alain Delon
- Directeur de production : Gérard Crosnier
- Sociétés de production : Sara Films, Adel Productions et Films A2
- Société de distribution : AMLF (France)
- Pays d'origine :  France
- Langue originale : français
- Format : couleur — 35 mm — 1,66:1 — son monophonique
- Genre : comédie dramatique
- Durée : 110 minutes
- Date de sortie :
  - France : 16 mai 1984
- Mention CNC[1] : tous publics (visa d'exploitation no 57881 délivré le 15 mai 1984)

## Distribution
- Alain Delon : Robert Avranches, garagiste buveur de bière
- Nathalie Baye : Donatienne Pouget, la femme de la gare / Marie-Thérèse Chatelard, l'institutrice fâchée avec Donatienne / Geneviève Avranches, l'épouse du garagiste
- Michel Galabru : Émile Pecqueur, un voisin de Donatienne
- Gérard Darmon : Duval
- Geneviève Fontanel : Madeleine Pecqueur
- Jean-Pierre Darroussin : Le voyageur et amant
- Jean-François Stévenin : Chatelard, le mari de l'institutrice
- Sabine Haudepin : Carmen
- Ginette Garcin : La fleuriste
- Vincent Lindon : Brechet
- Bernard Farcy : Farid
- Norbert Letheule : Paraiso
- Jean-Louis Foulquier : Bob
- Philippe Laudenbach : Sam
- Paul Guers : Clark
- Michel Peyrelon : un voisin
- Jean-Claude Dreyfus : un voisin
- Jean Reno : un voisin
- Jacques Pisias : Fred-Firmin
- Jacques Denis : un voisin
- Nadia Barentin : Femme dans le lit d'Emile Pecqueur
- Eric Prat : Un serveur
- Nathalie Nell : l'inconnue, nouvelle locataire du chalet

## Autour du film
Sauf indication contraire, les informations mentionnées dans cette section peuvent être confirmées par le générique de fin de l'œuvre audiovisuelle présentée ici, ainsi que par la base de données cinématographiques IMDb,  présente dans la section « Liens externes ».
- Jean Reno et Jean-Claude Dreyfus apparaissent en voisins.
- Troisième rôle au cinéma pour Vincent Lindon.
- Parmi les lieux de tournage, on peut citer 
  - Haute-Savoie, les villes de Cluses, de Bonneville (discothèque le Xenon) et du Petit Bornand (école communale)
  - Boulogne-Billancourt (studios de Boulogne)
  - Aube
- Alain Delon fut fort mécontent que le film ne soit pas sélectionné pour le Festival de Cannes 1984. Dans une interview donnée à France-Soir Magazine", il traite les sélectionneurs de "ringards", les accuse d'être "l'expression du gâtisme intellectuel et cinématographique" et désigne Jack Lang comme étant le responsable de cette non sélection[2].
- Pour le magazine Télé 7 jours, Notre histoire est « une œuvre solide mais parfois hermétique, dominée par la présence d'Alain Delon dans un rôle difficile qui lui valut, en 1985, un César d'interprétation »[3].

## Sortie et accueil

### Box-office
Sorti en salles le 14 mai 1984, Notre histoire prend la troisième place du box-office français la semaine de sa sortie avec un total de 239 781 entrées, dont 105 719 entrées sur Paris, où, classé en seconde place, il est diffusé dans 48 salles. Après un mois dans le top 10 hebdomadaire, Notre histoire connaît une forte chute dans le classement la semaine du 20 juin 1984, passant de la 10e à la 21e place. Il a été vu par  767 094 spectateurs à cette période. Le film quitte le top 30 début juillet 1984 en ayant totalisé 783 368 entrées.
Finalement, l'exploitation en salles se finit à 881 592 entrées. La raison de l'échec public de Notre histoire peut s'expliquer par le désarçonnement du public par l'étrangeté du film. Bertrand Blier expliquera plus tard que le peu de succès commercial de Notre histoire s'explique par un scénario qui n'est pas bon et qui a été fait trop vite en raison d'engagements et de dates à respecter.

## Distinctions
10e cérémonie des César - 1985
- César du meilleur acteur : Alain Delon
- César du Meilleur Scénario original et Dialogues : Bertrand Blier
- Nommé pour le César des meilleurs décors : Bernard Evein
- Nommé pour le César du meilleur montage : Claudine Merlin